# Nowa Skwarzawa
Nowa Skwarzawa (ukr. Нова Скварява, daw. Skwarzawa Nowa) – wieś na Ukrainie, w rejonie lwowskim (wczesniej w rejonie żółkiewskim) obwodu lwowskiego. Wieś liczy około 1175 mieszkańców.
W roku 1807 urodził się tu Karol Antoniewicz, autor Pieśni majowej.
W II Rzeczypospolitej do 1934 samodzielna gmina jednostkowa. Następnie należała do zbiorowej wiejskiej gminy Mokrotyn w powiecie żółkiewski w woj. lwowskim. Po wojnie wieś weszła w struktury administracyjne Związku Radzieckiego.